# Apeadeiro de Madalena
O apeadeiro de Madalena (nome anteriormente grafado como "Magdalena"), é uma gare ferroviária da Linha do Norte, que serve a localidade de Madalena, no concelho de Vila Nova de Gaia, em Portugal.

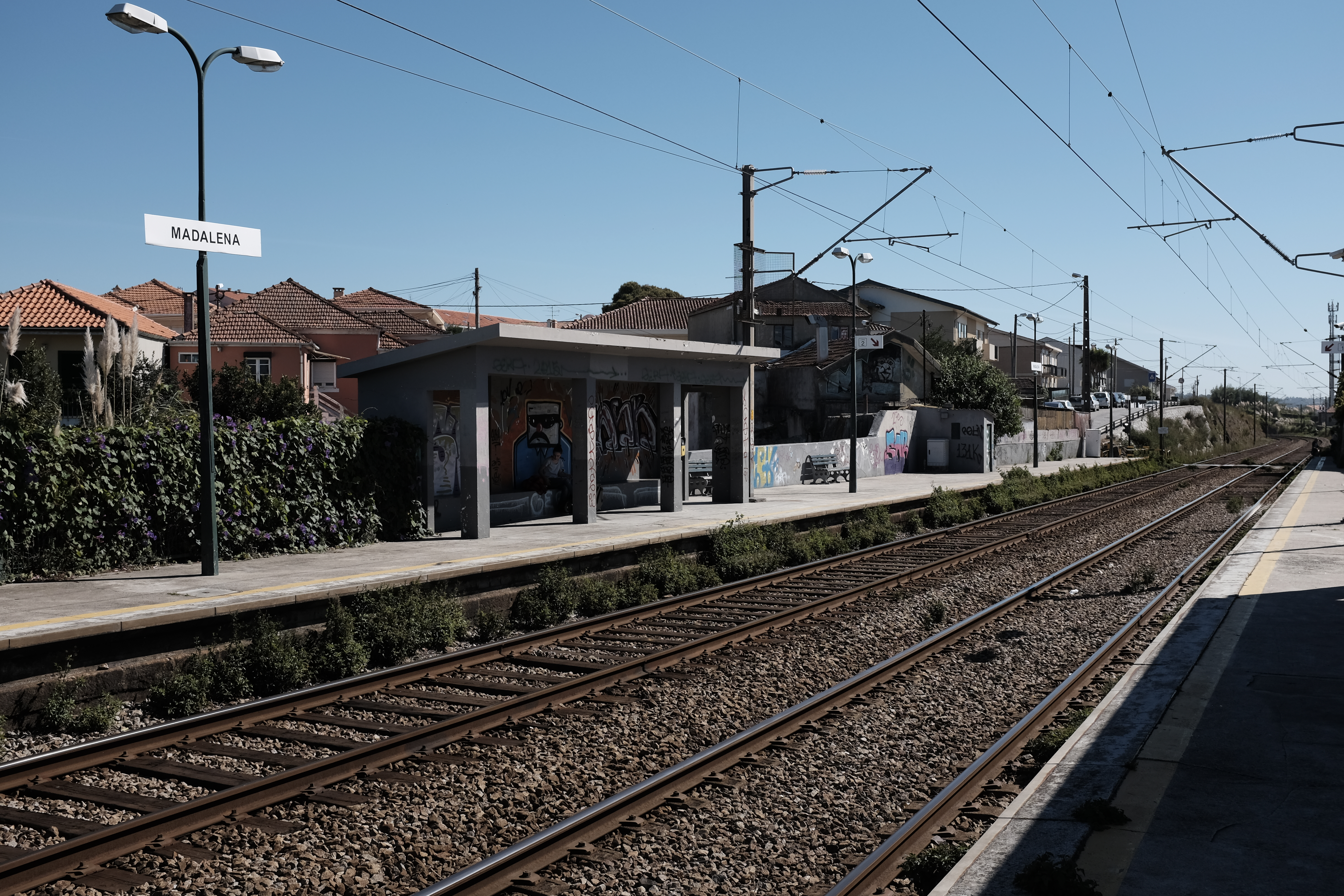
O apeadeiro de Madalena, em 2016.

## Descrição

### Localização e acessos
Esta interface tem endereço no concelho de Vila Nova de Gaia, na sua Rua do Apeadeiro, sendo este o seu acesso do lado poente, topo sul, e em cujo extremo oposto se encontra a paragem de autocarro mais próxima (Rego d’Água, STCP: RDA2); do lado nascente é servida no seu topo sul pelas ruas do Orfeão e da Costa, que aqui confluem, e a meio da plataforma pelo seguimento das vielas do Hipólito e do Apeadeiro; em geral, esta interface é situada a sudoeste do núcleo urbano da cidade de Gaia, distando menos de um quilómetro do centro (Cabine) da localidade nominal.

### Infraestrutura
Como apeadeiro numa linha de via dupla, esta interface apresenta-se nas duas vias de circulação (I e II) cada uma acessível por plataforma — ambas com de 150 m de comprimento e 90 cm de altura.

### Serviços
Em dados de 2023, esta interface é servida por comboios de passageiros da C.P. de tipo urbano no serviço “Linha do Aveiro”, tipicamente com 31 circulações diárias em cada sentido entre Porto - São Bento ou Porto-Campanhã e Aveiro ou Ovar; passam sem parar nesta interface 40 circulações diárias do mesmo serviço.

## História

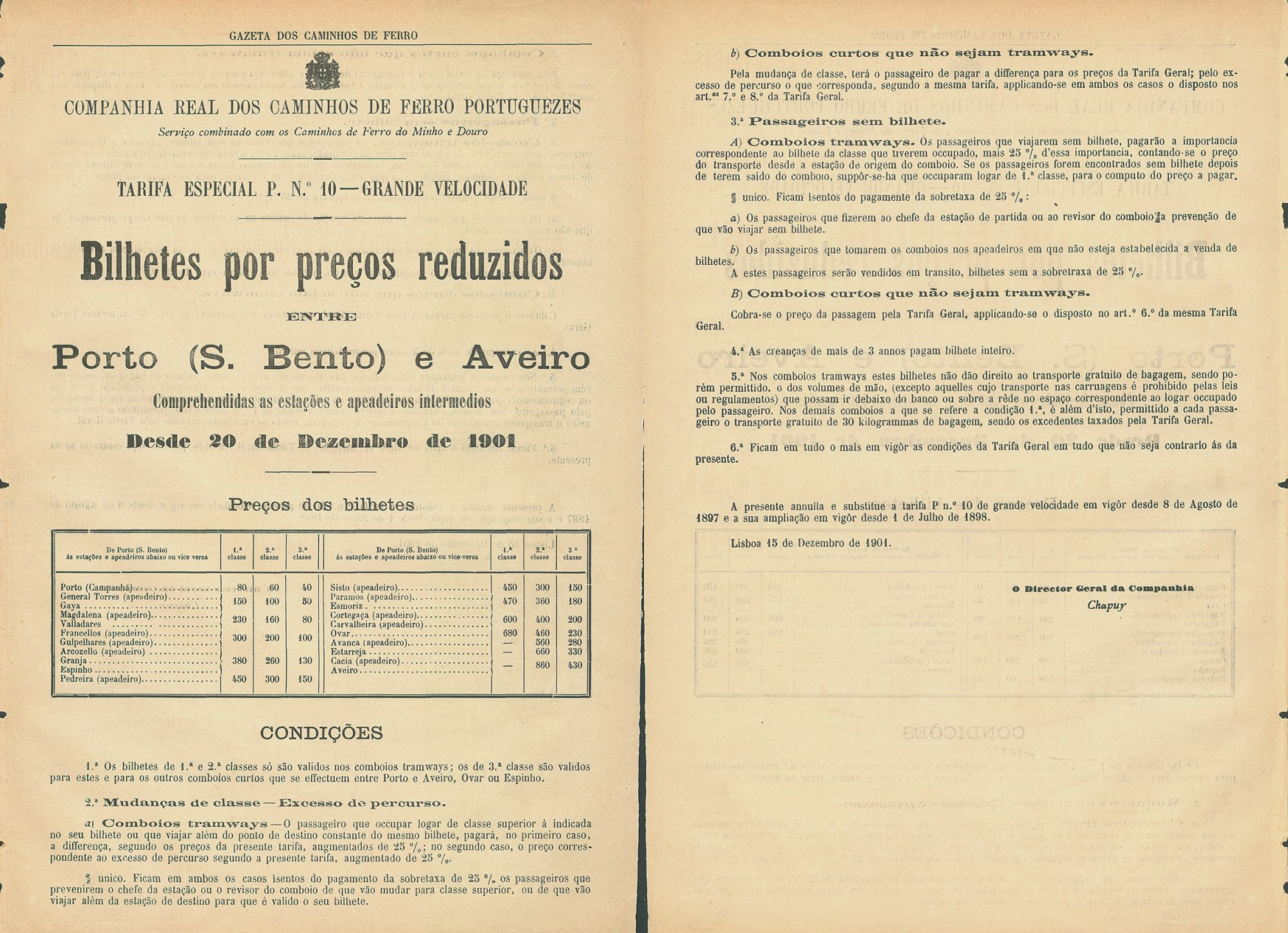
Anúncio de 1901, onde este apeadeiro surge com o nome original, Magdalena.

Em 28 de Fevereiro de 1861, o Conselho Superior de Obras Públicas aprovou uma alteração ao projecto da Linha do Norte entre o Entroncamento e Vila Nova de Gaia, de forma a aproximar a via férrea de várias localidades, incluindo Madalena. Esta interface insere-se no lanço entre Gaia e Estarreja da Linha do Norte, que foi inaugurado pela Companhia Real dos Caminhos de Ferro Portugueses no dia 8 de Julho de 1863.
Na primeira metade do século XX, foi construído um novo abrigo neste apeadeiro, pela Companhia dos Caminhos de Ferro Portugueses.

O Desvio da Madalena, situado 660 m a norte do apeadeiro e usado para escoar a produção da pedreira local, foi a 31 de dezembro de 2011 removido formalmente, pela entidade reguladora, da rede em exploração.

## Leitura recomendada
- QUEIRÓS, Amílcar (1976). Os Primeiros Caminhos de Ferro de Portugal: As Linhas Férreas do Leste e do Norte. Coimbra: Coimbra Editora. 45 páginas
- SALGUEIRO, Ângela (2008). A Companhia Real dos Caminhos de Ferro Portugueses: 1859-1891. Lisboa: Univ. Nova de Lisboa. 145 páginas